# Гнилая кожа
«Гнила́я ко́жа» (др.-сканд. Morkinskinna, дословно «Заплесневевшая кожа») — королевская сага об истории норвежских конунгов приблизительно с 1025 по 1157 год, написанная в Исландии приблизительно в 1220 году.
Сага сохранилась на единственном манускрипте GKS 1009 fol (приблизительно 1275 год) и хранится в Королевской библиотеке Дании в Копенгагене. В Данию книгу привёз Тормоудюр Торфасон (др.-сканд. Þormóður Torfason) в 1662 году.

## Содержание
В сохранившимся виде повествование саги начинается в 1025 или 1026 году и неожиданно обрывается на 1157 году на смерти Сигурда II. Вероятно, что оригинал заканчивался позже, в 1177 году, там где заканчивают своё повествование «Красивая кожа» и «Круг земной», использующие в качестве одного из источников «Гнилую кожу».
По ходу содержания самой саги, текст пестрит цитатами скальдической поэзии и ряда исландских прядей.
Первым эпизодом является не имеющая аналогов в других источниках история ссоры конунга Гардарики Ярицлейва с королевой Ингигерд, которая признаёт более выдающимся и прославленным конунгом короля Норвегии Олава Святого. Ярослав даже бьёт её по лицу. Обиженная и разгневанная королева собирается покинуть Гардарики. Ярослав пытается примириться и соглашается принять на воспитание его сына Магнуса, признав тем самым превосходство норвежского конунга (по скандинавским обычаям дети передавались на воспитание стоящим ниже по рангу). Об изгнании и бегстве Олава на Русь "Моркинскинна" не упоминает, переходя к описанию детства и юности Магнуса, в общем совпадающим с описанием в других сагах.
Ниже приведен список глав.

### Магнус I(пр. 1035—1047)
1. Здесь начинается сага о Магнусе (др.-сканд. Magnús) и Харальде (его дяде)
2. О Свейне (др.-сканд. Sveinn)
3. О пирах конунга Магнуса
4. О конунге Магнусе
5. Об объявлении войны Магнусу и о герцоге
6. Конунг Магнус в Ютландии
7. О пребывании конунга Магнуса в Ютландии
8. Как конунг Харальд ставил парус, когда пришел в Skáney
9. О путешествиях Харальда
10. О Norðbrikt (=путешествиях Харальда)
11. Об объявлении войны
12. О набегах Norðbrikt и ярла Gyrgir
13. Путешествие Харальда в Ерусалим
14. О встрече конунга Магнуса с Харальдом
15. Злословье Торкела (др.-сканд. Þorkell)
16. О конунге Магнусе
17. Как конунг Магнус даровал графство на Ormr
18. На диспуте конунгов
19. О конунгах
20. О Þorsteinn Hallsson
21. О конунгах
22. Хороший совет конунга Харальда
23. О конунге Магнусе и Margét
24. Прядь о Хрейдаре Дураке (др.-сканд. Hreiðars þáttr heimska)
25. Как конунги творили опустошение и как королева-мать даровала пленнику его жизнь
26. Конунг Магнус умирает (1047)
27. Haraldr’s thingmeeting
28. Погребальный вояж конунга Магнуса

### Харальд III(пр. 1047—1066)
29. Haraldr’s thingmeeting
30. Прядь о Халльдоре сыне Снорри (др.-сканд. Halldórs þáttr Snorrasonar)
31. В походе конунга Харальда на Данию
32. О конунге Харальде
33. О разногласии конунга и Эйнарра Тамбаршелфира (др.-сканд. Einarr Þambarskelfir)
34. Об исландце
35. О мудром совете конунга Харальда
36. Как Auðunn с Западного фьорда принес медведя конунгу Свену 
Прядь об Аудуне с Западных Фьордов (др.-сканд. Auðunar þáttr vestfirzka)
37. О конунге Харальде и Upplanders
38. О конунге Харальде и Открыторуком (др.-сканд. Brandr örvi)
39. О конунге Харальде
40. О сказании исландца (Прядь об исландце-сказителе (др.-сканд. Íslendings þáttr sögufróða)
41. О подарке Þorvarðr krákunel паруса конунгу Харальду
42. О конунге Харальде и Хаконе
43. Прядь о Дерзком Халли (др.-сканд. Sneglu-Halla þáttr)
44. (Конунг столкнулся с человеком в лодке)
45. (О конунге Харальде и дорогом друге Труггве Притворщика (др.-сканд. Tryggvi Óláfsson))
46. (О Гизурре Ислейфсунне)
47. О Stúfr enn blindi
48. О Oddr Ófeigsson
49. Как так вышло, что конунг Харальд отправился на запад
50. Измена конунгу Харальду
51. Олаф Харальдссун (др.-сканд. Óláfr Haraldsson) возвращается в Норвегию
52. Смерть конунга Гарольда II Годвинсона (1066)

### Олаф III(пр. 1067—1093)
53. Сага о конунге Олафе тихом (др.-сканд. Óláfr kyrri)
54. О конунге Олафе и Человеке-вороне (др.-сканд. Kráku-karl)

### Магнус III(пр. 1093—1103)
55. Сага о конунге Магнусе Голоногом (др.-сканд. Magnús berfœttr)
56. О конунге Магнусе и Sveinki Steinarsson
57. О конунг Магнус творит опустошение
58. О конунге Магнусе
59. О смерте конунга Магнуса

### Сигурд I,ОлафиЭйстейн I(пр. 1103—1130)
60. Начало правления сына конунга Магнуса
61. История о приключениях конунга Сигурда
62. О дарах императора Kirjalax (Алексей I Комнин)
63. О пире конунга Сигурда
64. О конунге Эйстейне
65. О конунге Эйстейне и Ívarr
66. О генеалогия конунга
67. О сне конунга Сигурда
68. Сделки конунга Эйстейна и Ингимарра с Ásu-Þorðr
69. Смерть конунга Олафа Магнуссона (др.-сканд. Óláfr Magnússon) (1115)
70. Учёт соглашений между конунгом Сигурдом и конунгом Эйстейном (Сага о Тинге (др.-сканд. Þinga saga))
71. Состязание конунгов
72. О Þórarinn stuttfeldr
73. О смерте конунга Эйстейна (1123)
74. О конунге Сигурде и Óttarr
75. О конунге Сигурде и Erlendr
76. О Haraldr gilli
77. О конунге Сигурде и Ослоке-петухе (др.-сканд. Áslák hani)
78. О конунге Сигурде
79. О пари между Магнусом и Харальдом
80. О конунге Сигурде и епископе Магни
81. Смерть конунга Сигурда (1130)

### Харальд IV(пр. 1130-6) иМагнус IV(пр. 1130-5, 1137-9)
82. О Харальде и Магнусе
83. Дары конунга Харальда епископу Магнусу
84. История Сигурда-Беспокойного дьяка (др.-сканд. Sigurðr slembidjákn)
85. О Сигурде Беспокойном
86. Убийство конунга Харальда (Сигурдом Беспокойным в 1136 году)
87. О конунге Сигурде Беспокойном

### Сигурд II(1136—1155)
88. О сыне конунга Харальда
89. О Сигурде
90. О конунге Сигурде Беспокойном
91. Письмо конунга Инги
92. О Сигурде Беспокойном
93. О конунге Сигурде Беспокойном
94. Убийство Óttarr birtingr
95. ---
96. О конунге Сигурде
97. О конунга Эйстейне
98. Убийство Geirsteinn
99. ---
100. Смерть конунга Сигурда (1155)

## Издания
- Morkinskinna / Под ред. Финнюра Йоунссона. Копенгаген, 1932.

PDF файл с сайта septentrionalia.net
- Morkinskinna: The Earliest Icelandic Chronicle of the Norwegian Kings (1030—1157). — Теодор Мурдок Андерссон и Кари Эллен Гаде // Издательство Корнеллского университета, 2000. ISBN 0-8014-3694-X

Google Books Morkinskinna